# A-Town Down Under
A-Town Down Under é uma dupla de vilões de luta livre profissional composta por Austin Theory e Grayson Waller. A equipe está atualmente atuando na WWE na marca SmackDown, onde eles foram uma vez campeões de duplas da WWE.

## História

### Formação e aliança com Logan Paul (2023–2024)
No episódio de 22 de setembro de 2023 do SmackDown, Theory e Waller se uniram para derrotar The Brawling Brutes (Butch e Ridge Holland) em uma partida. No episódio de 13 de outubro do SmackDown, Theory e Waller desafiaram Cody Rhodes e Jey Uso pelo Campeonato Indiscutível de Duplas da WWE em uma tentativa perdida. No episódio de 10 de novembro do SmackDown, Waller e Theory provocaram o mais novo membro do elenco do SmackDown, Kevin Owens, resultando em Owens atacando os dois e sendo kayfabe suspenso pela WWE. No episódio de 15 de dezembro do SmackDown, Waller e Theory perderam nas primeiras rodadas do torneio de desafiante nº 1 do Campeonato dos Estados Unidos para Carmelo Hayes e Owens, respectivamente.
No episódio de 12 de janeiro de 2024 do SmackDown, Theory enfrentou Hayes, mas a luta terminou em shoot no-contest depois que ambos caíram de cabeça na corda superior. A WWE anunciou mais tarde que eles sofreram apenas contusões faciais e Theory derrotou Hayes em sua revanche no episódio de 26 de janeiro do SmackDown após interferência de Waller. No Royal Rumble em 27 de janeiro, Theory e Waller ajudaram Logan Paul a reter o Campeonato dos Estados Unidos contra Owens depois de lhe entregar um soco inglês. Mais tarde naquela noite, Waller e Theory participaram da luta masculina Royal Rumble, mas foram eliminados por Hayes e pelo eventual vencedor, Cody Rhodes, respectivamente.

### Campeões de Duplas da WWE (2024)
Em 24 de fevereiro no Elimination Chamber: Perth, Theory e Waller co-apresentaram The Grayson Waller Effect com Cody Rhodes e o Campeão Mundial dos Pesos Pesados Seth Rollins. Depois de imitar The Rock, Rhodes e Rollins atacaram Theory enquanto Waller não se envolveu, provocando a dissolução de A-Town Down Under. Mesmo assim, Theory e Waller entraram em um torneio de duplas, derrotando The O.C. (Karl Anderson e Luke Gallows) no episódio de 22 de março do SmackDown e The Street Profits (Angelo Dawkins e Montez Ford) nas finais uma semana depois para se qualificar para a luta de escadas Six Pack Ladder pelo Campeonato Indiscutível de Duplas da WWE na WrestleMania XL. Na Noite 1 da WrestleMania XL, Waller recuperou o Campeonato de Duplas do SmackDown para A-Town Down Under se tornarem os novos campeões, embora eles não tenham conseguido vencer o Campeonato de Duplas do Raw , já que foi vencido por The Awesome Truth (R-Truth e The Miz). No episódio de 19 de abril do SmackDown, o Campeonato de Duplas do SmackDown foi renomeado como Campeonato de Duplas da WWE e a equipe foi presenteada com novos cinturões pelo diretor de conteúdo da WWE Paul "Triple H" Levesque e pelo gerente geral do SmackDown Nick Aldis. No episódio de 3 de maio do SmackDown, A-Town Down Under derrotou The Street Profits (Angelo Dawkins e Montez Ford) em sua primeira defesa de título.

## Campeonatos e conquistas
- Pro Wrestling Illustrated
  - Theory foi classificado em 45º lugar entre os 500 melhores lutadores individuais no PWI 500 em 2023[14]
- WWE
  - Campeonato de Duplas da WWE (1 vez)